# Aleksej Sergejevitj Jermolov
Aleksej Sergejevitj Jermolov, född den 12 november 1846, död den 4 januari 1917, var en rysk ämbetsman och skriftställare inom lantbrukets område.
Jermolov blev 1883 avdelningschef i finansministeriet, 1892 finansministerns adjoint och 1893 direktor i statsdomänministeriet med uppdrag att ombilda det till ett jordbruksministerium.
Från april 1894 till 1905 var han det nyskapade jordbruksministeriets förste chef och utnämndes därpå till medlem av riksrådet.
Jermolov utgav (på ryska) många jordbrukskemiska och agronomiska skrifter och på franska bland annat Mémoire de la production agricole de la Russie (1878) samt inlade som minister stora förtjänster om det ryska jordbrukets utveckling.

## Utmärkelser
- Kommendör med stora korset av Vasaorden, 1897.[1]